# Kalldragning

Den grundläggande kalldragningsprocessen för tråd, stång eller rör.

Kalldragning är de plastiska formningsmetoder där ett metalliskt ämne dras genom en profilförsedd form. Kalldragning delas vanligen upp i två typer beroende på likheter i processen; plåt är en typ medan stång, rör och tråd är en typ. De skiljs åt då plåtdragning innefattar plastisk deformation över en böjd axel. Genom kalldragning ökar ämnets längd samtidigt som dess tvärsnittsarea minskar. Kalldragning utförs vanligtvis i rumstemperatur och klassificeras därmed som en kallbearbetningsprocess. Profilformarna tillverkas av ett flertal olika material, vanligen används volframkarbid och diamant.

## Processer
Beroende på vilken typ av profil tvärsnittet på den färdiga produkten ska ha, används olika verktyg och metoder. Nedan beskrivs plåt-, stång-, rör-, och tråddragning.

### Plåtdragning
Plåtformen skapas genom att ett metallstycke dras genom en profilförsedd form vars profil är skapad likt den form den färdiga produkten ska få. Viktiga parametrar att ta hänsyn till är trycket som påverkar metallstycket och smörjningen.

### Stångdragning
Stavar och stänger som kalldras kan till skillnad från plåt och tråd inte lindas efter bearbetningen, därför används raka dragningsbänkar. Kedjedrivna dragningsbänkar används till arbetsstrycken som är upp till 30 meter. För kortare arbetsstrycken kan en hydraulcylinder användas. Tvärsnittets minskning begränsas till mellan 20 och 50%, större minskning skulle innebära att brottgränsen överskrids. För att skapa en specifik form eller storlek kan arbetsstycket passera progressivt mindre formar och eventuellt kan anlöpning behövas mellan stegen.

### Rördragning
Processen för rördragning är väldigt lik den för stång, bortsett från att metallstycket från början är ett rör. Rördragningen används för att förbättra ytfinishen och ge mer precisa måttoleranser samtidigt som materialegenskaperna påverkas.

### Tråddragning
Tråddragning har länge använts där material dras genom en serie av formar med minskande storlek. Vanligtvis skapas trådämnen i trådvalsverk för att sedan betas och kalldras till färdig dimension. Vid kalldragning av tunnare tråd kan glödgning och ytterligare betning vara nödvändig innan slutgiltiga kalldragningen sker.